# Agostinho da Cruz

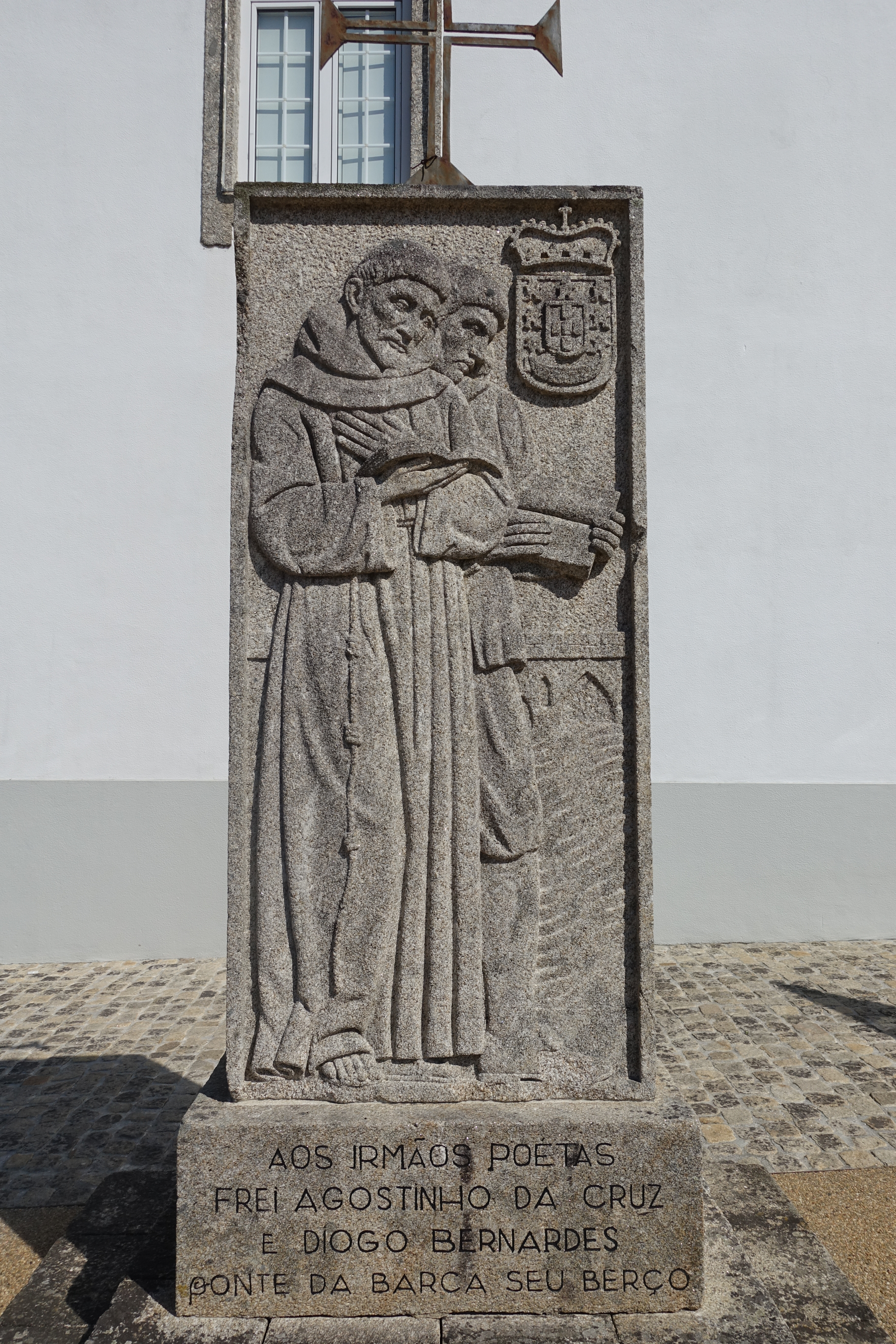
Frei Agostinho da Cruz und Diogo Bernardes, Relief in Ponte da Barca, Portugal

Frei Agostinho da Cruz, (Augustinus vom Kreuz), eigentlich Agostinho Pimenta, (* 3. Mai 1540 in Ponte da Barca, Portugal; † 14. Mai 1619 in Setúbal, Portugal) war ein portugiesischer geistlicher Lyriker und Mönch. Er war der Bruder von Diogo Bernardes und gilt als einer der bedeutendsten geistlichen Lyriker Portugals.

## Leben
Agostinho da Cruz wurde als Agostinho Pimenta in Ponte de Barca geboren. Er war der Bruder des Lyrikers Diogo Bernardes. Als Jugendlicher kam er an den Hof des Infanten Dom Duarte, dem Neffen König Emanuels I., dort wurde er erzogen und lernte während dieser Zeit den 3. Grafen von Aveiro und dessen Sohn, den Grafen von Terras Novas, kennen.
Am 3. Mai 1560 trat er an seinem Geburtstag in das Kapuzinerkloster Santa Cruz de Sintra ein und begann sein Noviziat. Ab 1605 lebte er bis zu seinem Tod als Eremit in einer Klause in der Serra da Arrábida. Sein Ordensname war nunmehr „Agostinho da Cruz“.

## Geistliche Lyrik
Seine Lyrik ist geprägt von einer tiefen Frömmigkeit, der Landschaft der Serra da Arràbida, dem Glauben und der Natur. Zu Lebzeiten veröffentlichte er kein eigenständiges Buch, alle Ausgaben der Verse wurden später aus diversen Almanachen, Anthologien und Sammelwerken zusammengetragen. 1918 erschien dann die erste Gesamtausgabe seines Werkes aus den genannten Zusammenstellungen.

## Werk
- Espelho dos Penitentes, (Anthologie), 1728.
- Agostinho da Cruz: Obra, 1771. (eine Anthologie seiner bekanntesten Verse).
- Agostinho da Cruz: Obra completto, 1918 (Anthologie mit dem Gesamtwerk seiner geistlichen Lyrik, die u. a. aus diversen Manuskripten aus Porto und Coimbra zusammengefasst wurden).